# Patthadon Tiangwong
Patthadon Tiangwong (thailändisch พัทธดนย์ เที่ยงวงศ์; * 14. April 2000), auch als Frame bekannt, ist ein thailändischer Fußballspieler.

## Karriere
Patthadon Tiangwong erlernte das Fußballspielen in der Jugend des Erstligisten Chonburi FC. Von 2019 bis 2020 wurde er von der Juniorenmannschaft an den Drittligisten Banbueng Phuket City FC (2019) sowie dessen Nachfolgerverein Banbueng FC ausgeliehen. Der Klub spielte in der Eastern Region der Liga. Im Dezember 2020 wechselte er bis Saisonende 2020/21 zum Drittligisten Pattani FC. Der Verein aus Pattani spielte in der Southern Region der Liga. Am 1. Juni 2021 unterschrieb er im Seebad Pattaya einen Vertrag beim Drittligisten Pattaya Dolphins United. Mit dem Klub spielte er in der Eastern Region der Liga. Am Ende der Saison 2021/22 und 2022/23 feierte er mit dem Verein die Meisterschaft der Region. In den Aufstiegsspielen zur zweiten Liga konnte man sich nicht durchsetzen. Da dem Meister der Saison 2022/23, dem MH Nakhonsi City FC, die Lizenz verweigert wurde, stieg er mit Pattaya in die zweite Liga auf. Mitte Dezember 2023 wechselte er bis Saisonende 2023/24 auf Leihbasis zum Drittligisten BFB Pattaya City. Mit dem Verein, der ebenfalls in Pattaya beheimatet ist, spielte er siebenmal in der Eastern Region der Liga. Nach der Ausleihe kehrte er im Sommer 2024 zum Zweitligisten zurück. Sein Zweitligadebüt gab Tiangwong am 14. September 2021 (5. Spieltag) im Auswärtsspiel gegen den Erstligaabsteiger Police Tero FC. Bei der 2:1-Niederlage wurde er in der 85. Minute für Narakorn Khana eingewechselt. Am Ende der Saison 2024/25 belegte er mit Pattaya den 16. Tabellenplatz und musste somit in die dritte Liga absteigen.

## Erfolge
Pattaya Dolphins United
- Thai League 3 – East: 2021/22
- Thai League 3 – East: 2022/23